# Dangerous (canción de Within Temptation)
«Dangerous» es el segundo sencillo de la banda neerlandesa de metal sinfónico Within Temptation de su sexto álbum de estudio Hydra. Fue lanzado exclusivamente a iTunes el 20 de diciembre con un acompañamiento de video musical. La canción cuenta con la voz de Howard Jones, ex Killswitch Engage.

## Antecedemtes
Durante los viajes promocionales del den Adel por toda Europa, los críticos y las estaciones de radio tuvieron acceso al nuevo material, y la primera impresión pública llegó a través de la estación de radio alemana Rock Antenne, junto con el primer avance de "Dangerous", que se consideró "rápido" "y" agresivo ". La canción es una de las más pesadas de la banda hasta la fecha, ya que den Adel afirmó que "tiene la mayoría de los tambores que hemos usado, y un riff muy rápido que doblamos con sintetizadores. Sin embargo, no es un sintetizador típico.

## Lista de canciones
| N.º | Título                               | Duración |  |
| 1.  | «Dangerous» (featuring Howard Jones) | 4:52     |  |